# Ficobilisoma

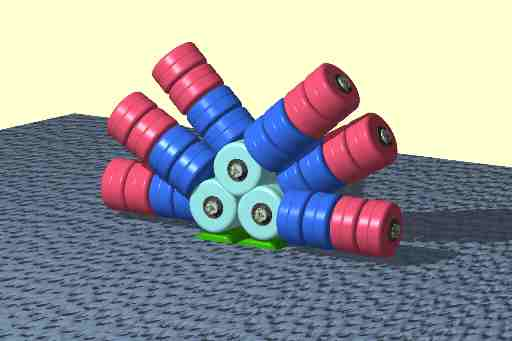
Representació de les subunitats proteiques d'un ficobilisoma.

Els ficobilisomes són complexos supramoleculars de pigments solubles en aigua que serveixen principalment com a antenes recol·lectores de llum en cianobacteris i algues vermelles. Es troben en la superfície de la membrana tilacoide d'aquests microorganismes, disposats en files, sovint, paral·lels entre si.
Els ficobilisomes es componen en gran part de ficobiliproteïnes (PBP), una família homòloga de cromoproteïnes solubles en aigua. En els cianobacteris i en les algues vermelles, aquestes proteïnes poden representar fins al 40-50% del total de proteïna cel·lular. L'arranjament geomètric d'un ficobilisoma fa possible un 95% d'eficiència en la transferència d'energia.
Deuen la seva absorció visible intensa a les propietats dels cromòfors amb la presència del tetrapirrol lineal, que està unit de manera covalent al polipèptid en cadenes.
Les ficobilines serveixen també com a pigments captadors de llum. Aquests pigments absorbeixen llum a longitud d'ona (lambda) més curtes (550, 620 i 660 nm) que les clorofil·les, per la qual cosa poden augmentar l'absorció de la llum en els microorganismes que viuen en zones menys il·luminades